# Hyalinobatrachium
Genre
Hyalinobatrachium est un genre d'amphibiens de la famille des Centrolenidae.

## Répartition
Les 32 espèces de ce genre se rencontrent dans le nord de l'Amérique du Sud et en Amérique centrale.

## Éthologie
Chez certaines espèces comme H. aureoguttatum ou H. fleischmanni, le mâle « couve » les œufs afin de maintenir leur l'humidité. Chez H. cappellei, les mâles peuvent garder des œufs qui ne sont pas les siens juste pour séduire une partenaire.

## Liste d'espèces
Selon Amphibian Species of the World (9 novembre 2017) :
- Hyalinobatrachium adespinosai Juan Manuel Guayasamin, 2019
- Hyalinobatrachium anachoretus Twomey, Delia & Castroviejo-Fisher, 2014
- Hyalinobatrachium aureoguttatum (Barrera-Rodriguez & Ruiz-Carranza, 1989)
- Hyalinobatrachium bergeri (Cannatella, 1980)
- Hyalinobatrachium cappellei Van Lidth de Jeude, 1904  — Centrolène ponctuée
- Hyalinobatrachium carlesvilai Castroviejo-Fisher, Padial, Chaparro, Aguayo-Vedia & De la Riva, 2009
- Hyalinobatrachium chirripoi (Taylor, 1958)
- Hyalinobatrachium colymbiphyllum (Taylor, 1949)
- Hyalinobatrachium dianae Kubicki, Salazar & Puschendorf, 2015
- Hyalinobatrachium duranti (Rivero, 1985)
- Hyalinobatrachium esmeralda Ruiz-Carranza & Lynch, 1998
- Hyalinobatrachium fleischmanni (Boettger, 1893)
- Hyalinobatrachium fragile (Rivero, 1985)
- Hyalinobatrachium guairarepanense Señaris, 2001
- Hyalinobatrachium iaspidiense (Ayarzagüena, 1992)  — Centrolène de Yuruani
- Hyalinobatrachium ibama Ruiz-Carranza & Lynch, 1998
- Hyalinobatrachium kawense Castroviejo-Fisher, Vilà, Ayarzagüena, Blanc & Ernst, 2011  — Centrolène de Kaw
- Hyalinobatrachium mesai Barrio-Amorós & Brewer-Carias, 2008
- Hyalinobatrachium mondolfii Señaris & Ayarzagüena, 2001  — Centrolène siffleuse
- Hyalinobatrachium muiraquitan Oliveira EA de & Hernandez-Ruz EJ, 2017
- Hyalinobatrachium munozorum (Lynch & Duellman, 1973)
- Hyalinobatrachium orientale (Rivero, 1968)
- Hyalinobatrachium orocostale (Rivero, 1968)
- Hyalinobatrachium pallidum (Rivero, 1985)
- Hyalinobatrachium pellucidum (Lynch & Duellman, 1973)
- Hyalinobatrachium ruedai Ruiz-Carranza & Lynch, 1998
- Hyalinobatrachium talamancae (Taylor, 1952)
- Hyalinobatrachium tatayoi Castroviejo-Fisher, Ayarzagüena & Vilà, 2007
- Hyalinobatrachium taylori (Goin, 1968)  — Centrolène de Taylor
- Hyalinobatrachium tricolor Castroviejo-Fisher, Vilà, Ayarzagüena, Blanc & Ernst, 2011  — Centrolène tricolore
- Hyalinobatrachium valerioi (Dunn, 1931)
- Hyalinobatrachium vireovittatum (Starrett & Savage, 1973)
- Hyalinobatrachium yaku Guayasamin, Cisneros-Heredia, Maynard, Lynch, Culebras, and Hamilton, 2017

## Publication originale
- Ruiz-Carranza & Lynch, 1991 : Ranas Centrolenidae de Colombia I. Propuesta de una nueva clasificacion generica. Lozania, vol. 57, p. 1-30.